# Шљивњак
Шљивњак (Шливњак) је насељено мјесто града Слуња, на Кордуну, Карловачка жупанија, Република Хрватска.

## Географија
Шљивњак се налази око 22 км сјеверно од Слуња.

## Историја
Шљивњак се од распада Југославије до августа 1995. године налазио у Републици Српској Крајини.

## Становништво
Према попису становништва из 2011. године, насеље Шљивњак је имало 17 становника.
| Националност       | 1991. | 1981. | 1971. | 1961. |
| Срби               | 222   | 316   | 505   | 708   |
| Југословени        | 2     | 55    |       | 19    |
| Хрвати             | 2     | 2     | 1     | 4     |
| остали и непознато | 3     | 2     |       |       |
| Укупно             | 229   | 375   | 506   | 731   |

| Демографија | Демографија | Демографија |
| Година      | Становника  | Становника  |
| ----------- | ----------- | ----------- |
| 1961.       | 731         |             |
| 1971.       | 506         |             |
| 1981.       | 375         |             |
| 1991.       | 229         |             |
| 2001.       | 45          |             |
| 2011.       |             | 17          |